# Villanueva de la Reina
|  | Aquest article tracta sobre municipi de la província de Jaén. Vegeu-ne altres significats a «Vilanova de la Reina». |

Villanueva de la Reina és un municipi andalús situat a l'extrem nord-oest de la província de Jaén, a la comarca de La Campiña.

## Geografia
El municipi forma una franja allargada que ocupa la regió mitjana del Guadalquivir, caracteritzada per una orografia plana. A la zona nord del terme, el paisatge és muntanyenc i hi abunda la pineda, l'alzina i la vegetació característica del bosc baix. El terme municipal de Villanueva de la Reina forma part del Parc Natural de la Sierra de Andújar. El seu terme municipal limita al nord-est amb el terme de Baños de la Encina, a l'est amb els termes d'Espelúy, Bailén i Lahiguera, al sud-est amb el terme de Cazalilla, al sud amb el terme de Fuerte del Rey i a l'oest amb el terme d'Andújar.

## Història
Villanueva de la Reina, coneguda com l'antiga Noulas, va ser fundada pels romans en temps d'Escipió. Estava situada a l'antiga via romana Augusta que unia Illiturgis amb Castulo. Alfons el Savi, després de conquistar-la, la va concedir a Andúxar (Andújar), amb què va rebre el nom de Villanueva de Andújar. En aconseguir l'autonomia d'Andújar el 1812, va passar a dir-se Villanueva del Río (a causa del riu Guadalquivir). El 1862, amb motiu de ser visitat i afavorit per la reina Isabel II, va rebre l'actual nom de Villanueva de la Reina.

## Símbols del municipi
L'escut de Villanueva de la Reina és del tipus quadrilong ibèric, quarterat; el primer i el quart, de gules, i el segon i el tercer, d'argent; gaiat curvilini a la punta d'argent; sobre el tot un escussó en forma de rodella de gules carregat d'un castell d'or tancat d'atzur. Per timbre duu la corona reial, tal com aconsella la Junta d'Andalusia. Aquestes armes són al·legòriques als regnes de Castella, Lleó i Granada, així com a la figura de Carles IV.
La bandera està composta per dues franges horitzontals: la superior de color blau safir, en referència a la Casa de Borbó; i la inferior de color groc d'or, per les flors de lis dels Borbó-Anjou, que es representen amb aquest mateix esmalt. Al centre porta l'escut de la vila.

## Patrimoni històric
Entre els seus monuments destaquen:
- La casa consistorial.

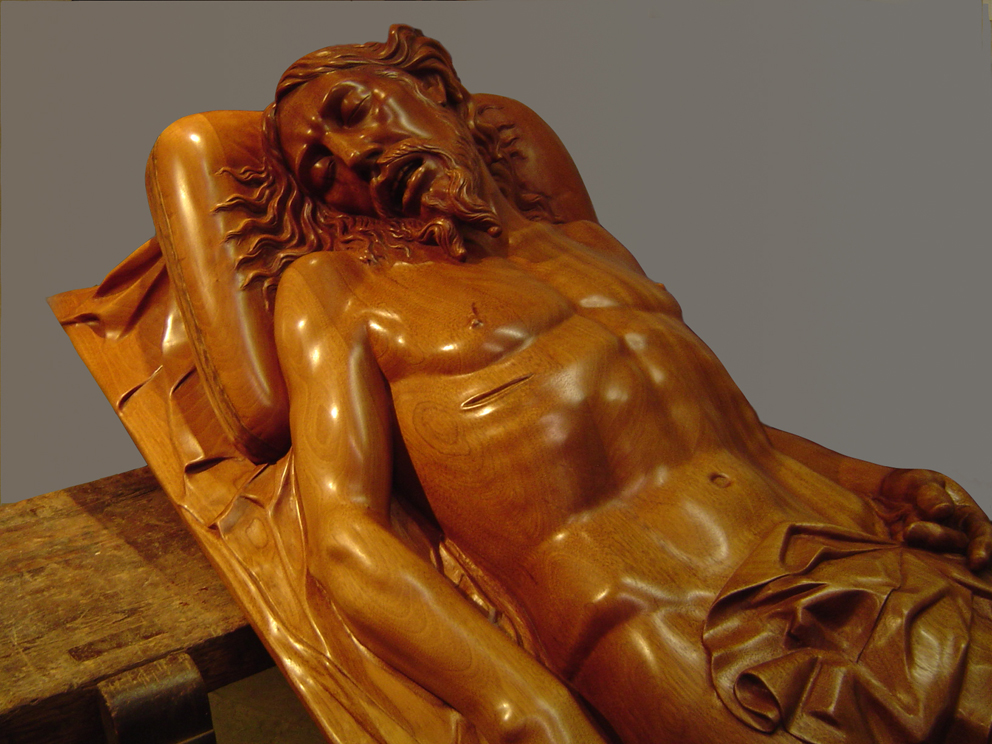
Crist jacent de Villanueva de la Reina per Medina Ayllón

- L'església de Nuestra Señora de la Natividad (segle xv). Hi existia un retaule major de l'escola de Berruguete atribuït a Sebastián de Solís, cremat durant la Guerra Civil espanyola.[1] L'actual va ser realitzat el 1961 pel mestre tallista Mariano Piñar Ferrer, que fou ajudat pel seu deixeble Juan María Medina Ayllón en el seu primer treball, el qual l'any 2006 ha realitzat un crist jacent per a la processó de Setmana Santa.
- La capella del Rosario. Exemple del rococó andalús del segle xviii.
- La façana de la capella del Cortijo de San Nicolás (segle xviii).
- La premsa de torre (segle xviii).

## Entitats de població
- La Condesa
- La Crujía
- La Quintería
- Rincón de San Ildefonso

## Festes locals
- La Setmana Santa.
- Les festes patronals en honor de santa Potenciana, que se celebren el segon diumenge de maig. Durant aquestes festes es fa un romiatge en el paratge anomenat Batanejo.
- Les Mononas, cançons o cobles autòctones de Villanueva de la Reina, que manté aquesta tradició de sortir en colles, pels carrers, a cantar-les en l'època de Nadal.